# Ruth van der Meijden
Ruth van der Meijden, (Rhenen, 15 augustus 1984) is een Nederlandse oud-duatlete, die in deze discipline drie nationale titels en een Europese titel op haar naam heeft staan. Na 2012 is zij zich volledig gaan richten op de atletiek en zich gaan specialiseren in de middellange- en lange afstand en in het veldlopen. In 2011 veroverde zij reeds haar eerste nationale hardlooptitel op de 10.000 m. 

## Loopbaan

### Duatlon- en atletiektitels
Van der Meijden was in 2010 Europees kampioene duatlon. Op het Nederlands kampioenschap duatlon won ze goud in 2010, 2011 en 2012. 
Na in 2011 Nederlands kampioene  te zijn geworden op de 10.000 m, schreef zij een jaar later de 20 van Alphen (20 km) op haar naam. Ze werd beste Nederlandse (tweede overall) in de Groet uit Schoorl Run. Op de 5 km won ze het Loopgala van Tilburg en de Marikenloop in Nijmegen. Op het NK atletiek won ze brons op de 5000 m.
In 2013 werd Van der Meijden Nederlands kampioene halve marathon tijdens de Venloop in Venlo. Ze werd tweede tijdens de wedstrijden om de Gouden Spike in Leiden op de 3000 m. Dat jaar won ze bovendien andermaal de 20 van Alphen.
In het voorjaar van 2014 werd ze tweede tijdens de City-Pier-City Loop. In april liep ze de marathon van Rotterdam, waar ze beste Nederlandse werd (zesde overall). Op de Marikenloop won ze goud. Ze nam deel aan de marathon op de Europese kampioenschappen in Zürich, waar ze vanwege een blessure de wedstrijd moest staken.
In 2015 werd Van der Meijden Nederlands kampioene veldlopen. In december nam ze deel aan het Europees kampioenschap veldlopen in Hyères, Frankrijk.
In 2016 werd ze Nederlands kampioen marathon en in 2017 Nederlands kampioen halve marathon.

### Vereniging
Ruth van der Meijden is lid van de Nijmeegse atletiekvereniging Cifla.

## Nederlandse kampioenschappen atletiek
| Onderdeel                 | Jaar       |
| ------------------------- | ---------- |
| 10.000 m                  | 2011       |
| halve marathon            | 2013, 2017 |
| marathon                  | 2016, 2021 |
| veldlopen (lange afstand) | 2015, 2016 |

## Persoonlijke records
Baan
| Afstand  | Prestatie | Datum       | Plaats    |
| -------- | --------- | ----------- | --------- |
| 3000 m   | 9.20,81   | 14 mei 2014 | Eindhoven |
| 5000 m   | 15.59,27  | 25 mei 2012 | Tilburg   |
| 10.000 m | 34.25,94  | 9 juni 2018 | Leiden    |

Weg
| Afstand        | Prestatie | Datum             | Plaats             |
| -------------- | --------- | ----------------- | ------------------ |
| 5 km           | 16.07     | 22 mei 2016       | Nijmegen           |
| 10 km          | 33.17     | 12 februari 2017  | Schoorl            |
| 15 km          | 51.06     | 19 november 2017  | Nijmegen           |
| 10 mijl        | 56.09     | 18 september 2016 | Amsterdam          |
| 20 km          | 1:10:11   | 3 maart 2013      | Alphen aan de Rijn |
| halve marathon | 1:13.01   | 1 mei 2016        | Salzburg           |
| marathon       | 2:29.30   | 18 april 2021     | Enschede           |

## Palmares

### duatlon
- 2008:  NK Classic Distance te Oss - 2:14.38
- 2009:  NK Classic Distance te Tilburg - 2:03.15
- 2010:  NK Classic Distance te Tilburg - 2:03.53
- 2010:  EK te Nancy Frankrijk - 1:51.08
- 2011:  NK Sprint Distance te Tilburg - 1:03.00
- 2012:  NK Sprint Distance te Tilburg - 59.03

### atletiek

#### 3000 m
- 2013:  Gouden Spike Leiden - 9.32,77
- 2014:   Circuit14 Eindhoven - 9.20,81

#### 5000 m
- 2012:  NK Amsterdam - 16.40,32
- 2012:  Loopgala Tilburg  - 15.59,27
- 2013: 5e NK Amsterdam - 16.39,96

#### 10.000 m
- 2011:  NK - 35.56,15 Veenendaal
- 2018:  NK - 34.25,94 Leiden

#### 5 km
- 2012:  Marikenloop - 16.38
- 2013:  Marikenloop - 16.16
- 2014:  Marikenloop - 16.34
- 2016:  Marikenloop - 16.07
- 2018:  Marikenloop - 16.22

#### 10 km
- 2008: 6e NK in Schoorl - 36.10
- 2008:  Linschotenloop - 35.42
- 2009:  NK in Tilburg - 35.19
- 2011: 6e Groet uit Schoorl Run - 34.51
- 2011: 6e NK 10 km in Tilburg - 34.50
- 2012:  Groet uit Schoorl Run - 33.21
- 2012: 5e Zwitserlootdakrun - 34.14
- 2012:  Wiezo Run - 34.55
- 2012: 16e Tilburg Ten Miles - 34.25
- 2013:  Groet uit Schoorl Run - 33.27
- 2013: 5e NK 10 km te Utrecht - 34.10
- 2013: 9e Parelloop - 34.05
- 2014: 4e NK te Schoorl - 34.02
- 2015: 6e NK te Schoorl - 34.24
- 2015:  Haagse Beemden Loop - 35.45
- 2016:  NK in Schoorl - 34.26
- 2016: 6e Tilburg Ten Miles - 33.55
- 2017:  NK in Schoorl - 33.17
- 2017: 13e Tilburg Ten Miles - 34.27
- 2018: 4e NK in Schoorl - 33.54
- 2019: 10e Parelloop Brunssum - 34.02
- 2019: 1e Stadsloop Appingedam - 35.06
- 2021: 9e NK 10 km - 34.28
- 2022: 4e NK in Venlo - 35.25
- 2023: 13e NK in Schoorl - 34.24
- 2023: 6e Parelloop in Brunssum - 35.53
- 2024:  Parelloop Brunssum - 36.31
- 2024: 8e NK - 34.35

#### 15 km
- 2013: 9e Zevenheuvelenloop - 52.46
- 2014: 10e Zevenheuvelenloop - 51.20
- 2015: 8e Zevenheuvelenloop - 52.45
- 2016: 6e Zevenheuvelenloop - 52.56
- 2017: 8e Zevenheuvelenloop - 51.06
- 2022: 17e Zevenheuvelenloop - 52.33
- 2023:   Molenhoeks Makkie - 56:57

#### 10 Eng. mijl
- 2013: 14e Dam tot Damloop - 57.19
- 2015: 12e Dam tot Damloop - 57.06
- 2016: 8e Dam tot Damloop - 56.09
- 2017: 11e Dam tot Damloop - 56.22
- 2018: 11e Dam tot Damloop - 56.32
- 2022: 17e Dam tot Damloop - 57.12

#### 20 km
- 2012:  20 van Alphen - 1:11.16
- 2013:  20 van Alphen - 1:10.11

#### halve marathon
- 2012:  NK te Venlo - 1:13.57
- 2013:  NK te Venlo - 1:14.07
- 2014:  NK in Den Haag - 1:13.21
- 2015: 4e Bredase Singelloop - 1:16.13
- 2016: 6e halve marathon van Egmond - 1:23.12
- 2016: 6e halve marathon van Berlijn - 1:13.20
- 2016:  halve marathon van Salzburg - 1:13.01
- 2016: 34e EK Halve marathon Amsterdam- 1:14.12
- 2017: 5e halve marathon van Egmond - 1:13.57
- 2017:  NK halve marathon te Nijmegen - 1:13.52
- 2018: 8e halve marathon van Egmond - 1:16.44
- 2019: 4e halve marathon van Egmond - 1:17.20
- 2019: 5e Warschau Halve marathon - 1:14.34
- 2023: 5e halve marathon van Egmond - 1:22.04
- 2023: 4e NK te Breda - 1:16.39
- 2024: 11e halve marathon van Egmond - 1:18.44

#### marathon
- 2013: 6e marathon van Eindhoven - 2:41.43
- 2014: 6e marathon van Rotterdam - 2:35.15
- 2014: DNF EK Marathon Zurich Zwitserland
- 2016:  NK te Amsterdam - 2:33.44 (7e overall)
- 2017: 5e marathon van Rotterdam - 2:31.15
- 2018: 10e Sevilla marathon - 2:33.26
- 2019: 5e Copenhagen marathon - 2:35.41
- 2021:  NK te Amsterdam - 2:29.55 (16e overall)
- 2022: 6e marathon van Eindhoven - 2:36.58

#### overige afstanden
- 2008:  Acht van Apeldoorn (8 km) - 31.23
- 2011: 4e Zandvoort Circuit Run (12 km) - 43.07
- 2013:  Beekse Marathon (30 km) - 1:54.39

#### veldlopen
- 2010: 8e Warandeloop Tilburg (8.000 m) - 28.32
- 2011:  NK Hellendoorn (8.100 m) - 28.57
- 2011:  Sylvestercross te Soest (6.000 m) - 22.51
- 2012:  NK Warandeloop Tilburg (8.100 m) - 29.18
- 2012: 5e Sylvestercross Soest- 22.58
- 2013: 5e NK Warandeloop Tilburg(8.000 m) - 29.19
- 2014: 5e Warandeloop Tilburg (8.000 m) - 28.28
- 2014: 4e Sylvestercross Soest - 22.23
- 2015:  Mastboscross te Breda (7.550 m) - 27.58
- 2015:  NK Abdijcross Kerkrade (7.400 m) - 26.34
- 2015: 41e EK te Hyeres Frankrijk (8.087 m) - 27.34
- 2015:  Sylvestercross te Soest (6.000 m) - 22.39
- 2016:  Mastboscross te Breda - 26.48
- 2016:  NK Oldenzaal (7.800 m) - 27.29
- 2016: 10e Warandeloop Tilburg (8.000 m) - 28.03
- 2018: 6e Sylvestercross Soest - 22.40
- 2019: 2e Abdijcross - 26.18
- 2019:  NK Kraggenburg - 30.21
- 2020: 4e Abdijcross - 27.58
- 2020: 2e Mastboscross Breda -28.36
- 2020:  NK Kraggenburg - 30.08
- 2023:  Abdijcross (7.400 m) - 28.25
- 2023:   IJzeren Man cross (8.925 m) - 33.15
- 2023:  IJzeren Man cross (korte cross) - 16.22
- 2024: 2e Abdijcross - 29.46